# Choi Kwang
Choi Kwang (17 de julio de 1918 – 21 de febrero de 1997) fue un prominente líder militar de Corea del Norte. Choi fue Jefe del Estado Mayor del Ejército Popular de Corea. Además, fue Ministro de las Fuerzas Armadas entre 1995 y 1997. Falleció de un ataque cardiaco el 21 de febrero de 1997.